# Religião no Paraguai
Religião no Paraguai (2014)
A Constituição da República do Paraguai estabelece a liberdade de culto e outras leis e políticas que contribuem para o livre exercício de qualquer religião. A maioria da população paraguaia se considerada católica, os dados da Cidade do Vaticano afirmam que o Paraguai é o país da América Latina com o maior percentual de católicos, sendo também o único país latino-americano no qual o catolicismo excede o 85% da população total.
O Paraguai é o país com a menor diminuição no número total de católicos entre os seus habitantes (quatro pontos percentuais perdidos entre 1996 e 2013). Por outro lado, o crescimento da população de evangélicos é menor do que a diminuição dos católicos. As maiores denominações protestantes no Paraguai são os menonitas, seguidos pelos batistas, batistas reformados, presbiterianos e pentecostais. Seu crescimento no país é maior nas áreas urbanas do que em aldeias ou cidades (seis em cada dez paraguaios evangélicos têm uma boa posição econômica). Outros cultos e religiões presentes em solo paraguaio são a Igreja de Jesus Cristo dos Santos dos Últimos Dias, os adventistas, as Testemunhas de Jeová, os muçulmanos, Baha'i, dentre outros.

## Contexto religioso

### Catolicismo Romano

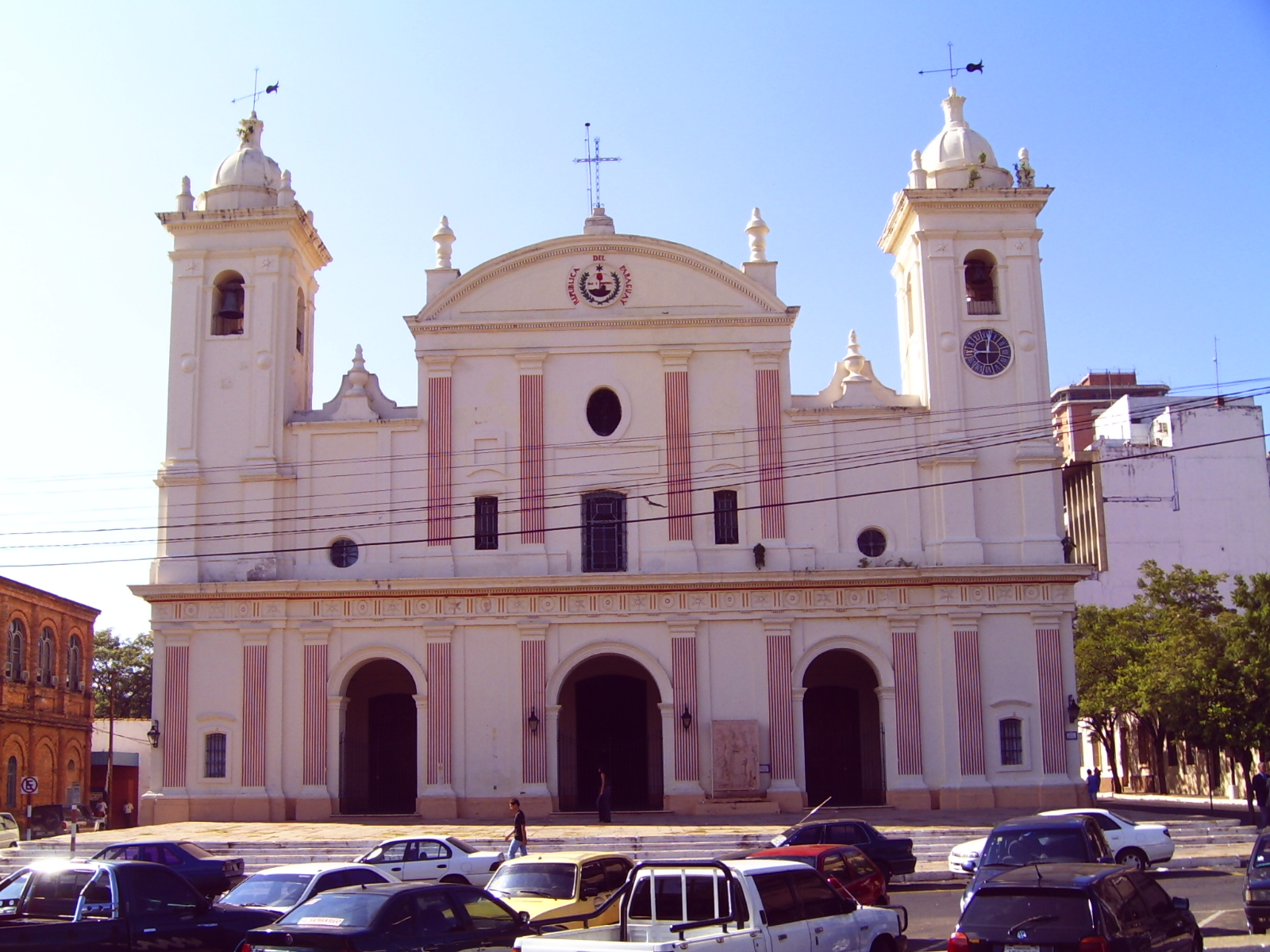
Catedral Metropolitana de Nossa Senhora da Assunção, na capital paraguaia.

Os católicos são aproximadamente 87,92% da população do Paraguai. Esta religião foi introduzida no país em 1526 pelos espanhóis, com a expedição de Juan Díaz de Solís durante a época colonial (esta era a única religião permitida como nas outras colônias latino-americanas). No censo de 2012, havia 5.749.888 católicos no Paraguai.

#### Arquidioceses
1. Arquidiocese de Assunção.
2. Diocese de Benjamín Aceval (desde 1981).
3. Diocese de Caacupé (desde 1967).
4. Diocese de Carapeguá.
5. Diocese de Ciudad del Este (desde 2001).
6. Diocese de Concepción (desde 1929).
7. Diocese de Coronel Oviedo (desde 1976).
8. Diocese de Encarnación.
9. Diocese de San Juan Bautista de las Misiones.
10. Diocese de San Lorenzo.
11. Diocese de San Pedro.
12. Diocese de Villarrica del Espíritu Santo (desde 1929).
13. Vicariato do Chaco Paraguaio (sede em Assunção).
14. Vicariato de Pilcomayo.

### Protestantismo
A segunda maior filiação religiosa do país é o protestantismo. Como na América do Norte, mostra uma grande variedade de denominações. Os luteranos e menonitas são os grupos mais tradicionais, em razão da recente imigração de ascendência europeia.

### Budismo
Quando o Brasil decidiu suspender a imigração japonesa na década de 1930, muitos colonos japoneses saíram do Brasil para a Bolívia. Esses imigrantes trouxeram o budismo com eles. Até a década de 1960 a maioria eram budistas, mas desde então muitos se converteram ao cristianismo. Hoje existem aproximadamente 2.000 budistas praticantes em solo paraguaio.

### Judaísmo
A primeira sinagoga do país foi fundada em 1917 pelos judeus sefarditas que emigraram da Palestina, Turquia e Grécia. Os judeus asquenazes (da Ucrânia e Polônia) fundaram a União Hebraica nos anos de 1920. Na década de 1930, entre 15.000 e 20.000 refugiados da Alemanha, Áustria e Checoslováquia chegaram no Paraguai escapando do holocausto. Muitos deles depois se mudaram para a Argentina, Uruguai e Brasil. Aqueles que permaneceram foram posteriormente acompanhados por imigrantes que eram em sua maioria sobreviventes dos campos de concentração.
Hoje, a comunidade judaica paraguaia tem cerca de mil membros que vivem principalmente na capital do país, Assunção, onde existe três sinagogas: Ashkenazi, Sephardi e Chabad (além de um museu judeu).

### Islã
O censo de 1992 registrou 872 habitantes eram muçulmanos no Paraguai, dos quais 486 viviam no departamento do Alto Paraná. Existem também comunidades em Assunção e Itapua. Como em outras partes da América Latina, muitos deles são descendentes de imigrantes sírios e libaneses, alguns oriundos do Bangladesh e do Paquistão.

### Fé Bahá'í
A Fé Bahá'í no Paraguai começou depois que Abdu'l-Bahá, então chefe da religião, mencionou o país em 1916. Maria Casati foi a primeira paraguaia a aderir à religião em 1939, quando morava na capital argentina Buenos Aires. O primeiro pioneiro a se estabelecer no Paraguai foi Elizabeth Cheney, em 1940. A primeira Assembléia Espiritual Local Bahá'í de Assunção foi realizada em 1944. Estimativas recentes de bahá'ís citam 5500 ou 13000 adeptos no país (embora o censo paraguaio não os mencione oficialmente).